# Thoramus
Thoramus là một chi bọ cánh cứng trong họ 
Elateridae.
Chi này được miêu tả khoa học năm 1877 bởi Sharp.

## Các loài
Các loài trong chi này gồm:
- Thoramus angustus Broun, 1881
- Thoramus cervinus Broun, 1881
- Thoramus feredayi Sharp, 1877
- Thoramus foveolatus Broun, 1880
- Thoramus huttoni Sharp, 1886
- Thoramus laevithorax (White, 1846)
- Thoramus parryi (Candèze, 1863)
- Thoramus parvulus Broun, 1881
- Thoramus perblandus Broun, 1880
- Thoramus rugipennis Broun, 1880
- Thoramus wakefieldi Sharp, 1877